# جون داميكو
جون داميكو هو لاعب هوكي الجليد كندي، ولد في 21 سبتمبر 1937 في تورونتو في كندا، وتوفي في 29 مايو 2005 بسبب ابيضاض الدم.